# Ward (London)

Karte der Wards of the City of London

Die Wards of the City of London sind  die 25 historischen Gemeinden, in die die City of London unterteilt ist. Die Wards bilden den historische Kern des viel größeren Greater London mit einer alten Form der Kommunalverwaltung, die die vielen Kommunalverwaltungsreformen anderswo im Land im 19. und 20. Jahrhundert überdauert haben. Im Gegensatz zu anderen modernen englischen Kommunalverwaltungen verfügt die City of London Corporation über zwei Ratsorgane: den mittlerweile weitgehend zeremoniellen Court of Aldermen und den Court of Common Council. Die Bezirke sind ein Überbleibsel des mittelalterlichen Regierungssystems, das die Existenz sehr kleiner Gebiete als selbstverwaltete Einheiten innerhalb der größeren Stadt ermöglichte. Sie sind sowohl Wahl-/politische Unterabteilungen als auch ständige zeremonielle, geografische und administrative Einheiten innerhalb der Stadt. Ihre Grenzen wurden im Jahr 2003 und in geringerem Maße im Jahr 2013 geändert, obwohl sich die Anzahl der Bezirke und deren Namen nicht änderten.

## Liste der Wards of the City of London
- Aldersgate
- Aldgate
- Bassishaw
- Billingsgate
- Bishopsgate
- Bread Street
- Bridge and Bridge Without
- Broad Street
- Candlewick

- Castle Baynard
- Cheap
- Coleman Street
- Cordwainer
- Cornhill
- Cripplegate
- Dowgate
- Farringdon Within

- Farringdon Without
- Langbourn
- Lime Street
- Portsoken
- Queenhithe
- Tower
- Vintry
- Walbrook